# Fischuhu

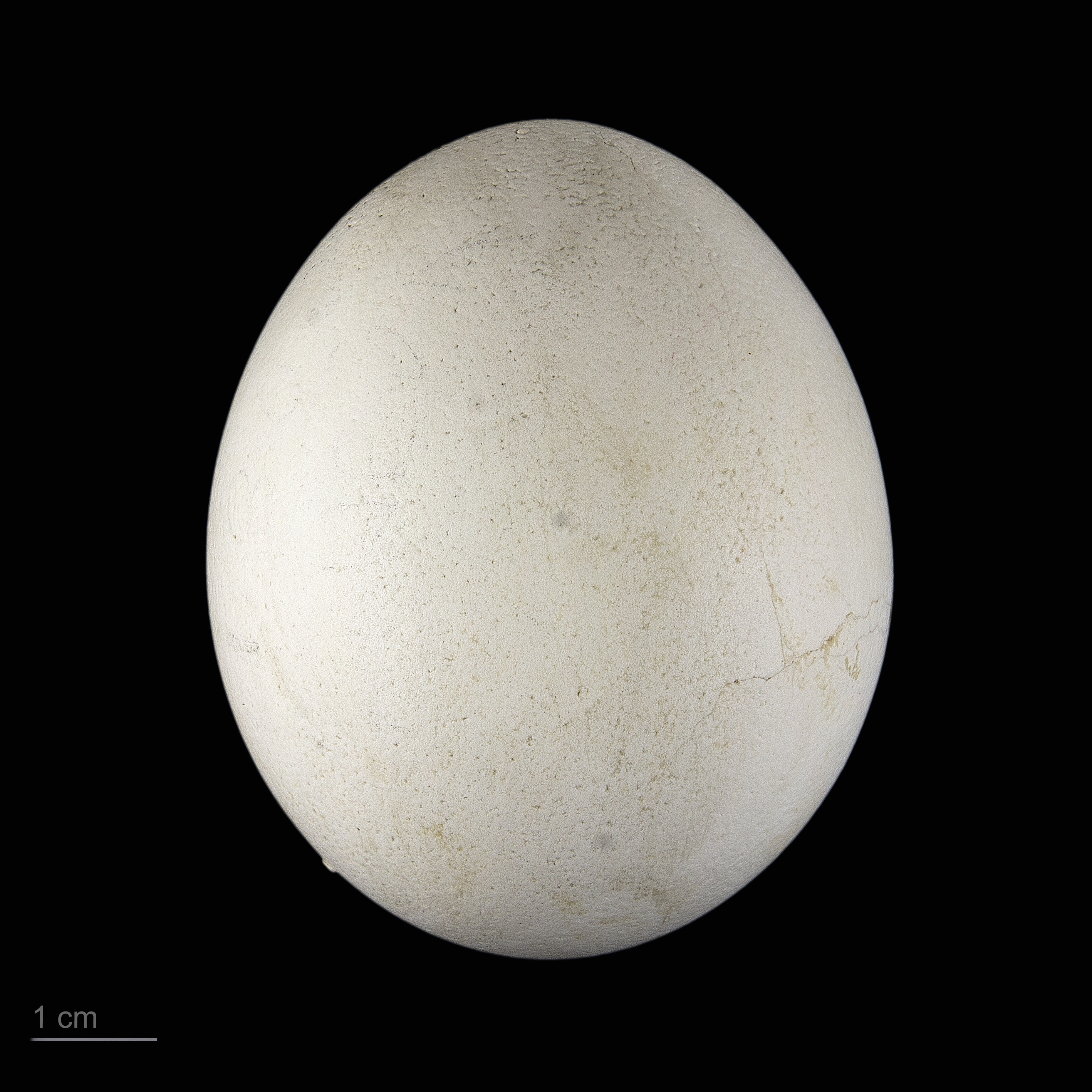
Ketupa zeylonensis, Sammlung Museum von Toulouse

Der Fischuhu (Ketupa zeylonensis, Synonym: Bubo zeylonensis), auch Wellenbrust-Fischuhu genannt, ist eine Vogelart aus der Familie der Eigentlichen Eulen (Strigidae).

## Aussehen
Der Fischuhu hat eine Körperlänge von 50 bis 58 cm und eine Flügelspannweite von 125 bis 140 cm. Die oberen Teile des Gefieders sind rotbraun mit schwarzen oder braunen Strichzeichnungen. Auf der Unterseite hat dieser Fischuhu zarte, wellige Horizontalbänder. Die Kehle ist weiß, die Augen sind gelb und er hat auffallende Federohren. Seine Läufe sind vollständig unbefiedert.

## Verbreitung

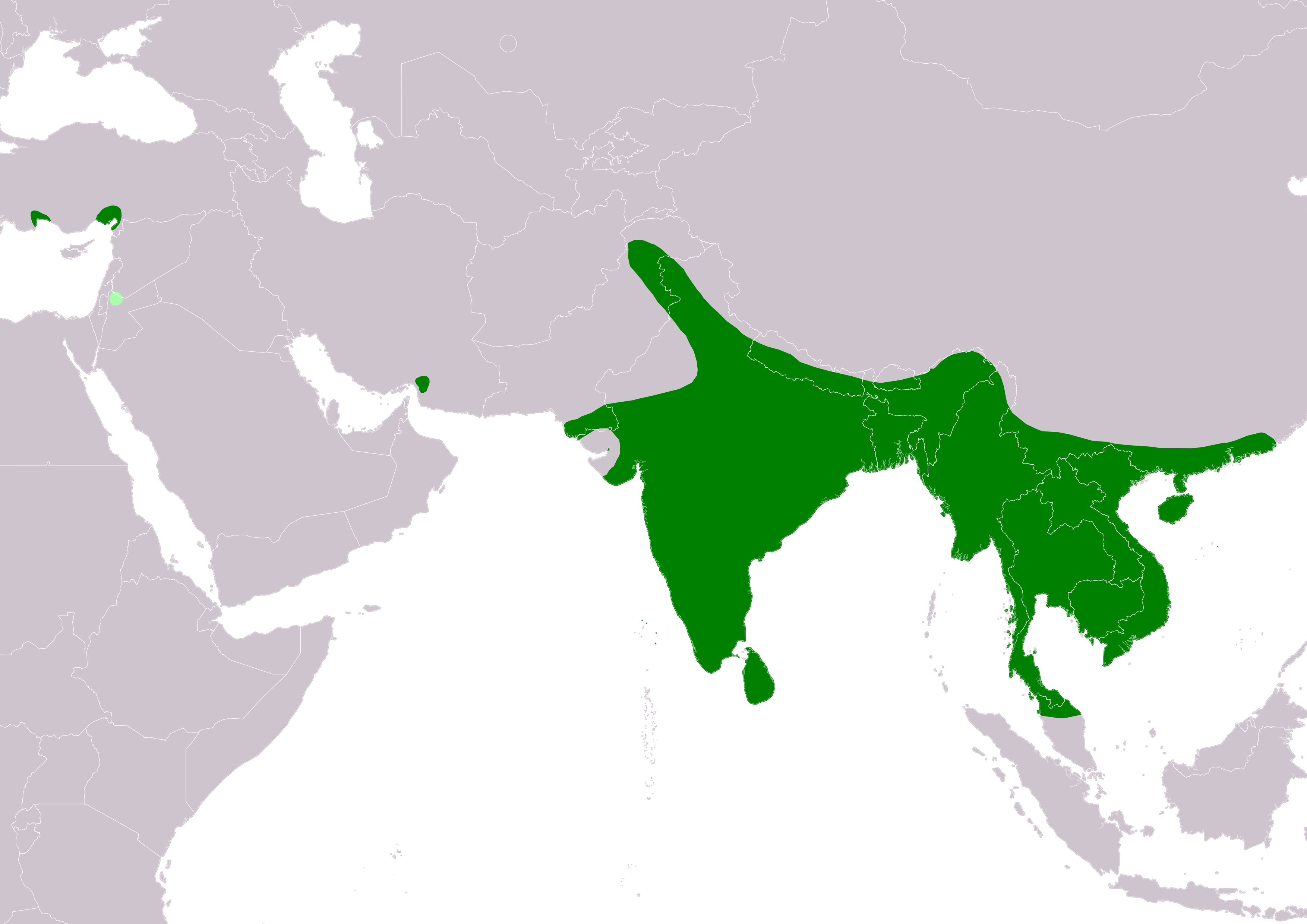
Verbreitung des Fischuhus:
Ganzjähriges Vorkommen
Wahrscheinlich ganzjähriges Vorkommen

Der Fischuhu ist als Brutvogel in den meisten Regionen des tropischen südlichen Asiens vertreten. Er ist von der Türkei bis ins südliche China zu finden. Im Vergleich zu den anderen Fischuhu-Arten (Sundafischuhu und Himalajafischuhu) ist er damit am weitesten verbreitet. Eine neue Untersuchung der westlichsten Population (bisher K. z. semenowi) kommt aufgrund erster bioakustischer und genetischer Befunde zu dem Ergebnis, dass semenowi möglicherweise eine eigene Art darstellt. Diese wäre dann zu den seltensten Vogelarten der Erde zu zählen.

## Habitat
Das Habitat des Fischuhus sind offene Waldgebiete, und er hält sich immer in der Nähe von Wasser auf. Auf Sri Lanka kommt er bis zu einer Höhe von 2.000 Metern vor; in Indochina hält er sich dagegen eher an den bewaldeten Flussufern des Binnenlandes auf, da hier an den Gebirgsflüssen der Himalajafischuhu vertreten ist, der auf Sri Lanka fehlt.

## Brut
Das Gelege des Fischuhus besteht aus einem oder zwei Eiern, die entweder im alten Horst eines anderen Vogels gelegt werden oder in einer Felsnische. Die Eier werden bis zu 38 Tage bebrütet und die Jungen fliegen nach etwa sieben Wochen aus.

## Verhalten
Die Art ist nachtaktiv; Fische und Frösche sind die wichtigsten Nahrungsbestandteile. Daneben werden aber auch Kleinsäuger, Vögel, Schlangen, Krebse und manchmal Insekten erbeutet.
Wie alle anderen Fischuhus auch jagt der Fischuhu von einem Baumstamm oder Ast aus, der über das Wasser herausragt. Fische erbeutet er, indem er sich herabgleiten lässt und die Fische mit den Klauen an der Wasseroberfläche ergreift. Der Ruf ist ein weiches huphuphuphuphuphup oder ein lautes huhuhuhuhuhuhu.

## Unterarten
Es sind folgende Unterarten bekannt:
- Ketupa zeylonensis semenowi Zarudny, 1905 kommt von der südöstlichen Türkei über den Mittleren Osten bis ins nordwestliche Indien vor.
- Ketupa zeylonensis leschenaulti (Temminck, 1820) ist von Indien über Myanmar bis ins westliche Thailand verbreitet.
- Ketupa zeylonensis zeylonensis (Gmelin, JF, 1788) kommt auf Sri Lanka vor.
- Ketupa zeylonensis orientalis Delacour, 1926 ist vom nordöstlichen Myanmar über das südöstliche China, Indochina und die Malaiische Halbinsel verbreitet.